# Fermeuse
Fermeuse är en stad 90 kilometer söder om St. John's, Newfoundland och Labrador i provinsen Newfoundland och Labrador i Kanada. Det fanns 323 invånare 2011, vilket är något mer än 2006, då folkräkningen stannade vid 284 invånare. 
Fermeuse är hemstad för den kanadensiske ishockeyspelaren Ryane Clowe.

## Demografi
Den kanadensiska folkräkningen 2011 innehåller följande uppgifter om Carbonear:
- Befolkning 2011 – 323
- Befolkning 2006 – 284
- Befolkning 2001 – 397[3]
- Förändring 2006 – 2011 +13,7 procent
- Befolkningstäthet: 8,3
- Yta 38,73 km2